# Ramillies (Francja)
Ramillies – miejscowość i gmina we Francji, w regionie Hauts-de-France, w departamencie Nord.
Według danych na rok 1990 gminę zamieszkiwało 515 osób, a gęstość zaludnienia wynosiła 101 osób/km² (wśród 1549 gmin regionu Nord-Pas-de-Calais Ramillies plasuje się na 772. miejscu pod względem liczby ludności, natomiast pod względem powierzchni na miejscu 671.).